# Moby Doll
Moby Doll fue la primera orca (Orcinus orca) puesta en cautiverio exhibida en un acuario público. Se trataba de una orca macho residente de pequeño tamaño que solo logró sobrevivir 87 días al cautiverio. 
Medía 4,6 m de largo y pesaba una tonelada. Fue capturada en 1964 cerca a East Point, isla Saturna en Columbia Británica, Canadá. El escultor Samuel Burich, que había sido comisionado por el acuario de Vancouver para matar una orca con el fin de construir un modelo a tamaño real. Moby Doll fue herida con arpones y disparos, pero no murió y el director del acuario deicidio trasladar el animal a Vancouver para colocarla en exhibición. Moby Doll se exhibió al público en un estanque de la empresa Burrard Dry Dock pero se mostró apática y no comió durante los dos primeros meses en cautiverio. De acuerdo a los observadores,
"La ballena parecía estar sufriendo de shock...Por un largo periodo de tiempo, Moby Doll...no comió. Se le ofreció de todo, desde salmón hasta corazones de caballo, pero la ballena solo nadaba en círculos alrededor de la piscina noche y día en el sentido de las manecillas del reloj." Después de 55 días de encierro, Moby Doll empezó a comer --hasta 200 libras (90 kg) de pescado al día...(pero) murió un mes más tarde"
En esa época, se desconocía que las orcas residentes solo se alimentaban de pescado, no de presas de sangre caliente. Luego de que los cuidadores esperaran casi dos meses, ofreciéndole una variedad inapropiada de alimentos, alguien le ofreció un bacalao. El animal lo tomó y posteriormente comía hasta 50 kg de bacalao al día. Tan poco se sabía de las orcas en ese momento, que Moby Doll fue erróneamente identificada como una hembra. La mayoría de las fuentes señalan que se descubrió su verdadero sexo al ser examinada después de su muerte.
Moby Doll se hizo popular a nivel local y trascendió fronteras. Los científicos tomaron ventaja de esta oportunidad para estudiar la orca de cerca. De acuerdo al obituario de The Times de Londres, "la amplia publicidad – alguna de ella positiva por primera vez en relación con una ballena asesina – marcó el inició de un cambio importante en la actitud del público hacia la especie."